# Esmont (Virginia)
Esmont es un lugar designado por el censo situado en el condado de Albemarle, Virginia  (Estados Unidos). Según el censo de 2010 tenía una población de 528 habitantes.

## Demografía
Según el censo de 2010, Esmont tenía una población en la que el 41,1% eran blancos; el 50,9% afroamericanos; el 0,9% eran indios americanos y nativos de Alaska; el 0,0% eran asiáticos; el 0,2% hawaianos y otros isleños del Pacífico; el 4,0% de otra raza, y el 2,8% a partir de dos o más razas. El 7,2% del total de la población eran hispanos o latinos de cualquier raza.